# 65. vestlige længdekreds
Den 65. vestlige længdekreds (eller 65 grader vestlig længde) er en længdekreds, der ligger 65 grader vest for nulmeridianen. Den løber gennem Ishavet, Nordamerika, Atlanterhavet, Caribien, Sydamerika, det Sydlige Ishav og Antarktis.